# Superba grisea
Superba grisea is een slakkensoort uit de familie van de Helicidae. De wetenschappelijke naam van de soort is voor het eerst geldig gepubliceerd in 2006 door Subai & Feher.